# Hymenophyllum silvaticum
Hymenophyllum silvaticum är en hinnbräkenväxtart som beskrevs av Conrad Vernon Morton. Hymenophyllum silvaticum ingår i släktet Hymenophyllum och familjen Hymenophyllaceae. Inga underarter finns listade.